# Walter Pater
Pour les articles homonymes, voir Pater.
Walter Horatio Pater, né le 4 août 1839 à Stepney et mort le 30 juillet 1894, est un essayiste anglais, historien de l'art et critique littéraire.
Son activité d'enseignant à l'université d'Oxford et ses textes théoriques contribuèrent à définir l'esthétisme. Il exerce une influence marquante sur plusieurs écrivains, en particulier Oscar Wilde.

## Biographie

### Éducation
Né le 4 août 1839, à Stepney (dans l'East End de Londres) Pater est le fils cadet du médecin Richard Glode Pater, arrivé à Londres au début du XIXe siècle. Il a 3 ans lorsque son père meurt en 1842. La famille part alors à Hackney puis en 1847, s'installe à Enfield (Middlesex) où Pater suit des cours à l'Enfield Grammar School. Il y reçoit le surnom de « Parson Pater » pour son sérieux. En 1853, sa famille s'installe à Harbledown près de Cantorbéry où il est inscrit à la King's School. Maria Pater, sa mère, meurt en 1854.
À la King's School, Pater lit les premiers volumes de Modern Painters de John Ruskin et découvre le monde de l'art. Entre 1857 et 1858, il connaît une première phase de doute religieux tout en rédigeant de la poésie. Boursier, il s'inscrit en 1858 à Queen's College (Oxford) après avoir décroché un prix en latin et en histoire religieuse à Canterbury.
Durant ses études universitaires, Pater se constitue une culture impressionnante, au-delà des recommandations, en lisant Flaubert, Gautier, Swinburne, Thackeray, Berkeley, Hume, Carlyle, John Stuart Mill, De Quincey, Keats, Walter Scott. Dès cette époque, il traduit régulièrement Flaubert et Sainte-Beuve. C'est peut-être en Allemagne où il passe ses vacances et où se sont installées sa tante et ses sœurs qu'il apprend l'allemand. Il lit Goethe, Hegel et les philosophes allemands. À cette époque, il impressionne Benjamin Jowett, futur Master of Balliol College, helléniste et traducteur de Platon, qui lui donne des cours particuliers. Toutefois, en 1862, Pater ne décroche pas la plus haute mention à son BA de literae humaniores. Depuis son enfance, il envisageait de devenir pasteur anglican, mais comme nombre de ses condisciples, il perd définitivement la foi à Oxford. Dénoncé par un ami auprès de l'évêque de Londres, il renonce et se tourne vers une carrière universitaire. À la mort de sa tante en 1862, il a la charge de ses deux sœurs qu'il a ramenées d'Allemagne. La cadette, Clara (1841-1910), s'investira dans l'éducation des femmes en donnant des cours d'allemand, de grec et de latin à Oxford en 1879, après avoir elle-même suivi des cours de latin donnés par Henry Nettleship. Elle deviendra tutor en grec et latin à Somerville College (Oxford) en 1885 avant d'enseigner de 1898 à 1900 à Londres. Après son diplôme, en 1863, Pater reste à Oxford où il donne des cours particuliers avant de se voir proposer un poste de fellow en grec et latin en 1864 à Brasenose College pour sa connaissance de la langue et de la philosophie allemande. Il fera l'ensemble de sa carrière à Oxford. En 1869, il s'installe avec Clara et Hester au 2, Bradmore Road.

### Premières publications
Après un séjour à Paris en 1864 avec ses sœurs, Pater visite l'Italie (Florence, Pise et Ravenne) en 1865 en compagnie de Charles Lancelot Shadwell. Il commence à publier des articles sur l'art et la littérature dans des revues. Le premier, « Coleridge's Writings » paraît en 1866 dans la Westminster Review que dirige John Chapman. Pater traite des écrits théologiques de Coleridge et condamne l'absolutisme théologique et philosophique. En 1867, il publie un essai sur Winckelmann (1867) à l'occasion de la parution d'une biographie sur l'historien d'art allemand. Pater excède largement l'exercice du compte rendu pour méditer sur la Grèce et sur la naissance de la culture et de l'art dans l'aire européenne, tout en soulignant positivement l'homoérotisme de Winckelmann dont il fait une composante de la culture européenne depuis l'Antiquité. En 1868, il publie « The Poems of William Morris » (1868), compte rendu des recueils de poésie de William Morris qui fait l'éloge de leur sensualité et évoque la 'Renaissance'. Pater se tourne ensuite vers la Fortnightly Review de John Morley où les articles sont signés, et qui publie John Addington Symonds, Swinburne, George Meredith, Morris. Il y fait paraître ses essais sur Léonard de Vinci (1869), Sandro Botticelli (1870), Michel-Ange (1871) et Pic de la Mirandole (1872). À l'exception de « Coleridge's Writings », ces essais seront repris dans son premier ouvrage : Studies in the History of the Renaissance (1873). Pater y rajoute un essai sur la poésie courtoise médiévale et sur Joachim du Bellay, rédige une « Préface » et une « Conclusion » où il incorpore des fragments de « Coleridge's Writings » et de son essai sur Morris. Il est à noter qu'à l'exception de Marius et des deux chapitres de La Renaissance, tous ses textes sont d'abord parus dans la presse quotidienne et dans des revues mensuelles ou hebdomadaires.

### La Renaissance
Dans La Renaissance, Pater s'appuie plus ou moins sur les connaissances de son époque pour transformer la Renaissance en période historique courant du XIIe siècle au XVIIIe siècle, couvrant la France et l'Allemagne, mais également en périodes de libération revenant régulièrement vivifier les hommes et les civilisations. La Renaissance devient une expérience psychique individuelle et collective.
L'essai sur Léonard de Vinci contient le célèbre portrait de Mona Lisa ; celui sur Botticelli est le premier à être spécifiquement consacré au peintre italien et contribuera à remettre sa peinture à l'honneur chez les critiques et les historiens d'art.
Studies in The History of The Renaissance deviendra The Renaissance: Studies in Art and Poetry dès la seconde édition en 1877. L'ouvrage sera réédité en 1888 et 1893 avec des modifications parfois substantielles. À la troisième édition, Pater ajoute ainsi un essai sur « The School of Giorgione » paru dans la Fortnightly Review en 1877. Cet essai contient la célèbre maxime : « All art constantly aspires towards the condition of music ».
En 1873, la « Conclusion » déclenche une polémique par son matérialisme et son « hédonisme ». Pater prône une existence vouée à la recherche de la sensation, qu'elle soit apportée par la nature, les hommes ou l'art, et fait de ce dernier le meilleur exemple de passion. Il dénonce les habitudes et le conformisme intellectuel, et revendique l'art de la différenciation permanente des sensations. La sensation et la jouissance qu'elle génère peuvent venir de la nature, comme Pater l'écrira dans « Joachim du Bellay » : « Une lumière soudaine transforme une chose triviale, une girouette, un moulin, un van, la poussière sur le pas de la porte. Cela ne dure qu’un instant : mais on garde le désir que cet instant puisse se renouveler par hasard » (La Renaissance, p. 277). La jouissance peut venir de l'« excitation intellectuelle » procurée par la philosophie, la science et les arts comme par les hommes, mais il faut « Brûler toujours de cette flamme semblable à une gemme, maintenir cette extase » (La Renaissance, p. 362).
The Renaissance et son auteur sont accusés d'« hédonisme » et d'amoralité par les conservateurs dont W. Capes, l'ancien tutor de Pater à Queen's College, le chapelain de Brasenose, et l'évêque d'Oxford. Devant cette levée de boucliers, en 1874, Pater préférera retirer sa candidature du proctorship face à la désapprobation de Benjamin Jowett, qui est de surcroît en possession d'une correspondance entre Pater et un jeune étudiant de Balliol, William Money Hardinge, connu pour son apologie de l'homosexualité.
En 1876, W. H. Mallock parodie Pater dans une satire des intellectuels de l'époque, The New Republic, et en fait un esthète efféminé. The New Republic paraît au moment de la nomination du Professeur de Poésie d'Oxford, et suscite, avec la controverse sur La Renaissance, le retrait de la candidature de Pater. Quelques mois plus tard, en décembre 1876, Pater publiera dans la Fortnightly la riposte qu'est « A Study of Dionysus » mettant en scène le jeune dieu étranger persécuté pour sa religion. Cependant, en 1878 il décide de ne pas publier « Dionysus and other Studies », bien que l'ouvrage ait été annoncé et composé. Il se consacre alors à l'écriture et à l'enseignement.

### Marius l'Épicurien et Portraits imaginaires

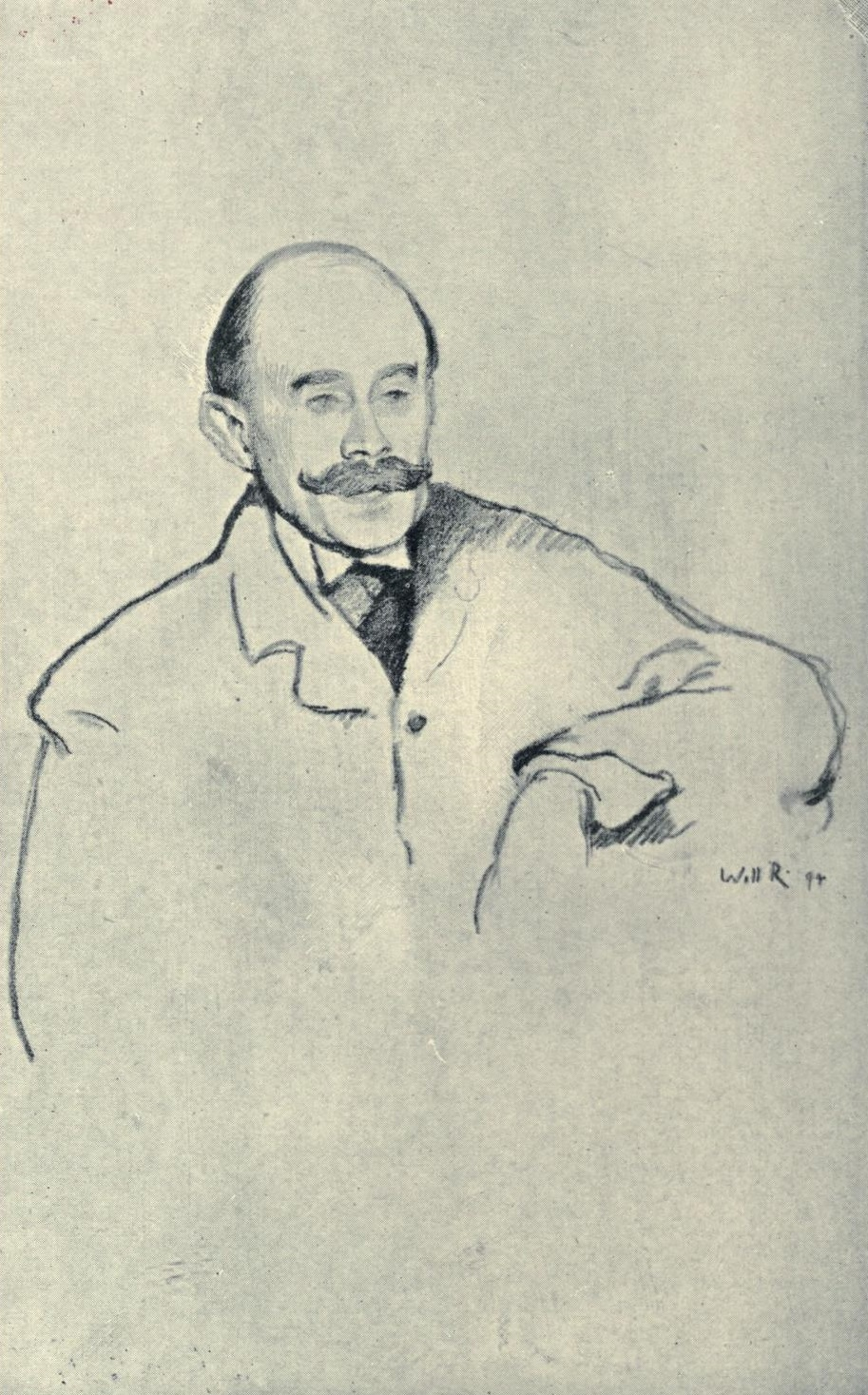
Walter Pater par Sir William Rothenstein

Depuis la fin des années 1860, Pater est au centre d'un cercle avancé à Oxford comprenant Mary et T. H. Ward, Ingram Bywater, Mark et Emilia Pattison, C. L. Shadwell, Mandell Creighton  (futur évêque de Londres) et T. H. Warren, ainsi qu'Oscar Browning, à l'époque à Eton. Pater a été le tutor de Gerard Manley Hopkins en 1866 et entretiendra une amitié avec lui jusqu'en 1879 où Hopkins quitte Oxford – et commence à être connu du monde littéraire londonien dont certains Préraphaélites. Il fréquente Swinburne et le peintre Simeon Solomon qui fera de lui un dessin. Pater prend conscience de son influence mais également des effets de la 'Conclusion' à La Renaissance. Il entreprend de clarifier et d'expliquer l'« hédonisme » qu'on lui reproche à travers la fiction.
C'est dans cette perspective qu'en 1878 il publie dans le Macmillan's Magazine un texte semi-autobiographique intitulé « Imaginary Portraits 1. The Child in the House ». Cet écrit, qui explore les expériences formatives d'un enfant que sont la découverte du beau et de la mort avant l'exil, sera le premier d'une série de « portraits imaginaires », terme et genre que Pater va inventer et imposer dans le champ littéraire. Le portrait imaginaire est dépourvu de dialogue et s'appuie sur trame narrative simple pour se concentrer sur l'étude psychologique de personnages fictifs dans des contextes historiques différents, généralement à des périodes critiques de l'histoire. Les héros patériens, qui sont toujours de beaux jeunes hommes à la fin malheureuse, annoncent des innovations dans les arts ou la philosophie ou mettent en scène le retour du paganisme ou des « dieux en exil » en terre chrétienne.
Entre 1878 et 1885, Pater publie moins : 1880 voit la parution de quelques articles sur l'art grec, car l'auteur envisage une œuvre romanesque plus longue qui lui demande de nombreuses recherches. Il fera ainsi un séjour à Rome en 1882 et abandonne sa charge enseignante en 1883, tout en gardant son poste à Oxford, pour commencer à rédiger son roman philosophique, Marius the Epicurean (1885), qui est le portrait imaginaire d'un jeune homme vivant à l'époque des Antonins. Pater fait un parallèle entre cette époque et la sienne en examinant les « sensations et les idées » (c'est le sous-titre du roman) d'un jeune romain qui poursuit l'idéal d'une vie unissant la sensation et la réflexion. Marius examine les philosophies et les religions antiques (héraclitéisme, stoïcisme, christianisme, qui trouvent leurs contreparties modernes à l'époque victorienne les unes après les autres. Après avoir côtoyé le jeune poète Flavien, il devient le secrétaire de l'empereur Marc-Aurèle, rencontre un jeune chrétien Cornélius pour qui il donne sa liberté, avant de mourir, après avoir reçu l'extrême-onction, entouré de chrétiens. La question de sa croyance finale reste posée. Marius connaîtra un grand succès critique, la seconde édition paraît en 1885, et la troisième en 1892. Pater a fait de très nombreuses révisions stylistiques à cet ouvrage qui lui assure une reconnaissance de prosateur.
En 1885, lorsque John Ruskin démissionne de la chaire Slade des Beaux-arts à Oxford, Pater songe à se porter candidat, mais il y renonce devant la persistance de l'hostilité de certains collègues. Tout en gardant son poste à Oxford, il part alors avec ses deux sœurs Clara et Hester à Londres, au 12 Earl's Terrace Kensington (Londres) où ils resteront jusqu'en 1893. Il évolue dans les cercles littéraires avancés : les poètes Arthur Symons, Lionel Johnson, Michael Field, Marc-André Raffalovitch, la romancière et critique Violet Paget (Vernon Lee), Mary Robinson, Charlotte Symonds Green, Edmund Gosse, George Moore, William Sharp, et peut-être Oscar Wilde, qu'il a rencontré à Oxford où il étudiait et qui réside désormais à Londres.
La fin des années 1880 est une période productive. Entre 1885 et 1887, Pater publie quatre portraits imaginaires dans le Macmillan's Magazine, – « A Prince of Court Painters » (1885) (sur Watteau et Jean-Baptiste Pater), « Sebastian van Storck » (1886) (sur la peinture, la société hollandaise du XVIIe siècle, et la philosophie de Spinoza), « Denys L'Auxerrois » (1886) (sur le retour du paganisme au Moyen Âge), et « Duke Carl of Rosenmold » (1887) (sur les débuts de la renaissance allemande au XVIIIe siècle). Ces portraits seront publiés sous le titre Imaginary Portraits en 1887. Six chapitres de son second roman, « Gaston de Latour », paraissent entre juin 1888 et août 1889. Comme Marius, Gaston est un portrait imaginaire qui mêle l'histoire et la fiction. L'action se situe en France lors des Guerres de religion, et dans une lettre, Pater fait de Gaston la contrepartie renaissante de Marius. Toutefois, le roman demeure inachevé, peut-être en raison d'un retour de Pater à la critique.

### Appréciations et Platon et le platonisme
En 1889, Pater publie Appreciations; with an Essay on 'Style'. L'ouvrage, qui reprend des écrits sur la littérature déjà parus dans les années 1870 et 1880, sera bien accueilli par la critique. Pater l'introduit par « Style » qui promeut la « prose d'imagination », « l'art particulier du monde moderne » plutôt que la poésie. « Postscript » est la reprise d' 
un essai de 1876, « Romanticism », qui étudie la dialectique entre romantisme et classicisme avant de conclure par deux paragraphes pour exhorter les écrivains contemporains à renouveler l'art littéraire de langue anglaise.
Appreciations contient en outre une étude de la poésie de Dante Gabriel Rossetti, (d'abord publiée en 1883, quelques mois après la mort du peintre-poète), un essai sur l'essayiste et homme de science du dix-septième siècle Thomas Browne, dont Pater admire le style, et des textes consacrés à Shakespeare. Pater a également repris son essai « Coleridge's Writings » (1866) en supprimant certains paragraphes sur le christianisme qui lui semblent dépassés, et en rédigeant une longue partie sur la poésie de Coleridge. Il reproduit également son essai de 1874 sur le poète Wordsworth.
Lors de la seconde et dernière édition d'Appreciations en 1890, Pater supprime l'essai « Aesthetic Poetry », version révisée de son texte de 1868 sur William Morris, sans doute pour parer toute critique. Il le remplace par « Octave Feuillet's La Morte », compte rendu du roman de Feuillet, qui examine la croyance moderne.
En 1893 Pater, déjà malade, et ses sœurs reviennent s'installer à Oxford au 64 St Giles. Il publie Plato and Platonism qui reprend les conférences faites devant ses étudiants et parues auparavant en revue. L'ouvrage examine la philosophie présocratique et définit deux tendances (représentées par Héraclite et Parménide) que va dialectiser Platon, présenté comme un styliste et un sensualiste devenu ascète. Pater explore également la tension entre les forces centripètes et centrifuges, à l'œuvre en Grèce antique. L'ouvrage offre en outre un portrait suggestif de Sparte, « Lacedaemon » (d'abord publié en 1892), et il sera loué par Jowett, scellant le retour en grâce de Pater au sein de l'Université.

### Pater au tournant desYellow Nineties
À la fin des années 1880 et au début des Yellow Nineties, Pater adopte un rythme soutenu de publication, en même temps que ses intérêts se multiplient. Il rédige l'introduction à la traduction du Purgatoire de Dante Alighieri, (1892) par son ami, autrefois dédicataire de La Renaissance, Charles Lancelot Shadwell. Il continue à publier des essais sur l'art et des portraits imaginaires : « Art Notes in North Italy » (1892), « The Age of Atheltic Prizemen » (Contemporary Review, 1894), « Notre-Dame d'Amiens », « Vézelay » (respectivement publiés en juin et juillet 1894 dans la Nineteenth Century de James Knowles).
« Emerald Uthwart » (New Review 1892) et « Apollo in Picardy » (Harper's New Monthly Magazine, novembre 1893) sont deux portraits imaginaires se distinguant par leur tonalité sombre et leur pessimisme quant à la possibilité de voir revenir le monde païen et l'amour grec dans un monde de plus en plus intolérant. Le premier trouve sans doute son origine dans la visite qu'a faite Pater le 30 juillet 1891 à la Canterbury School, et le second paraît aux côtés du manifeste décadent de Symons, « The Decadent Movement » où il est présenté comme tête de file du mouvement décadent.
En avril 1894, Pater se voit accorder un doctorat honorifique par l'Université de Glasgow. Le 30 juillet 1894, il meurt subitement d'une crise cardiaque à l'âge de 54 ans. Enterré à Holywell Cemetery à Oxford, Pater laisse deux sœurs, Clara et Hester (1837-1922). Son frère aîné, William (1835) qui est décédé en 1887, travaillait au Fareham Lunatic Asylum mais leurs relations semblent avoir été distantes. Très peu de documents personnels subsistent.

## Publications posthumes
Au moment de sa mort, Pater travaillait sur une conférence sur Pascal et une autre sur Rubens. Dans les dernières années de sa vie, il serait revenu à un scepticisme plus tempéré selon Edmund Gosse, et fréquente F. W. Bussell, chapelain de Brasenose à partir de 1894. En 1895, son ami Shadwell, Fellow d'Oriel College, collige ses textes sur la Grèce dans Greek Studies. Aux essais sur l'art, la mythologie, la littérature et la religion, il ajoute un portrait imaginaire, « Hippolytus Veiled » (Macmillan's Magazine, 1889). Toujours en 1895, Shadwell rassemble divers essais et portraits imaginaires dans Miscellaneous Studies. L'ouvrage inclut les portraits imaginaires « The Child in the House », « Emerald Uthwart » et « Apollo in Picardy », un portrait littéraire de Prosper Mérimée, de Raphaël (peintre), et l'étude sur Blaise Pascal. Deux textes, « Notre-Dame d'Amiens » et « Vézelay », sont consacrés à l'architecture religieuse française que Pater a vue lors de ses séjours en France. Shadwell publie également le premier texte de Pater, « Diaphaneitè » (1864) qui est peut-être un éloge de sa beauté. Dans ce texte prononcé devant une association estudiantine d'Oxford, l'Old Mortality Society dont il est membre depuis 1863, Pater imaginait un sujet idéal et transparent à travers lequel le changement historique deviendrait sensible. Pater aurait également prononcé une autre conférence « Subjective Immortality » dont le texte a été perdu, mais qui avait suscité des réactions négatives devant son radicalisme.
En 1896, Shadwell publie le second roman inachevé de Pater, Gaston de Latour.
Deux autres recueils, Essays from The Guardian et Uncollected Essays (autre titre : Sketches and Reviews) seront publiés à titre privé en 1896 et 1903. Une édition, The Collected Édition of Pater's Works, sera publiée en 1901 par Macmillan, qui fut l'éditeur, entre 1873 et 1894, des cinq ouvrages de Pater, avant d'en publier trois autres après sa mort. Cette édition sera constamment rééditée.

## L'héritage de Pater
Pater a exercé une influence majeure sur l'esthétisme (Aestheticism) à travers son essai La Renaissance qui en est à la fois sa synthèse et son texte théorique le plus subtil. Oscar Wilde poursuivra la réflexion lors de la seconde phase où le mouvement se popularise, et rendra hommage (parfois de façon parodique) à Pater dans Intentions (1891) comme dans The Picture of Dorian Gray (1890-1891). La génération dite décadente des W. B. Yeats, Lionel Johnson, Herbert Horne, Richard Le Gallienne en fait sa figure de proue tout en sachant apprécier son apologie subtile de l'homoérotisme et son rejet aussi discret qu'efficace du mariage, du couple et des identités figées. Pater propose une « masculinité alternative ».
Pater influencera les historiens et critiques d'art Vernon Lee, Bernard Berenson, Roger Fry, Kenneth Clark et Richard Wollheim. Dans le champ littéraire, certains modernistes dont Marcel Proust, James Joyce, Yeats, Ezra Pound et Wallace Stevens ont admiré son écriture. Son influence est perceptible dans les romans du début du XXe siècle mettant en scène le courant de conscience et le monologue intérieur, mais aussi dans les Vies imaginaires (1896) de Marcel Schwob. L'accent mis par Pater sur la subjectivité et sur l'autonomie du spectateur et du lecteur, autre idée directrice de l'esthétisme avec la recherche du beau, a préparé les approches modernes de la critique littéraire.

## Idées principales
Pater a défini son esthétique dans la « Préface » à La Renaissance (1873) et l'a précisée dans ses textes ultérieurs. Dans la « Préface », il défend une approche subjective et relativiste de la vie et de l'art, tout en se démarquant du désintéressement prôné par Matthew Arnold : « The first step towards seeing one's object as it really is, is to know one's own impression, to discriminate it, to realise it distinctly. What is this song or picture, this engaging personality in life or in a book, to me? » (The Renaissance, p. xxix) C'est en examinant les impressions spécifiques suscitées par chaque œuvre que l'individu prend conscience de ce qu'il est et qu'il peut donc apprécier l'art et vivre plus intensément. La « Conclusion » brosse le portrait de l'homme comme sujet d'expériences permanentes qui lui assurent son être-au-monde. Ses portraits littéraires ou imaginaires sont des études psychologiques empreintes de sensibilité et cherchent davantage à comprendre des rapports au monde singuliers qu'à faire œuvre d'érudition. Pater appréciait Sainte-Beuve, mais il n'en reprend pas la volonté d'exactitude historique. La vérité chez lui est d'ordre psychologique.
Pater est admiré pour son style, sa complexité lexicale et le rythme de ses phrases parfois très longues. Certains proches ont rappelé les peines que lui coûtait l'écriture. Selon le poète et, à l'époque, critique littéraire, Edmund Gosse, Pater jetait quelques idées sur de petits carrés de papier qu'il assemblait ensuite pour former un premier jet constamment repris, réécrit. Si Flaubert avait exigé que l'écrivain recherche le « mot juste », Pater a une vision organique du texte et travaille chacun de ces constituants, du mot au texte en passant par la phrase et le paragraphe.
Par sa richesse, son acuité, et son rythme, son style épouse sa philosophie centrée sur la jouissance éprouvée et analysée de l'instant.

### Éditions
- Appreciations : With an Essay on 'Style', London, Macmillan, 1931(1910).
- Essays from 'The Guardian', London, Macmillan, 1931(1910).
- Gaston de Latour : An Unfinished Romance, London, Macmillan, 1931(1910).
- Greek Studies, London, Macmillan, 1931(1910).
- Imaginary Portraits, London, Macmillan, 1931(1910).
- Marius the Epicurean: His Sensations and Ideas, London, Macmillan, 1931(1910). 2 vols.
- Miscellaneous Studies: A Series of Essays, London, Macmillan, 1931(1910).
- Plato and Platonism, London, Macmillan, 1931(1910).
- Sketches and Reviews by Walter Pater, ed. Albert Mordell, New York, Boni and Liveright, 1919.
- Jennifer Uglow, ed. Walter Pater: Essays on Literature and Art (Everyman Library, Dent, London, 1973).
- Matthew Beaumont, ed., Studies in the History of the Renaissance (Oxford World's Classics, OUP, 2010;  (ISBN 0199535078) /  (ISBN 0-19-953507-8) Première réédition annotée du texte de 1873.
- Donald L. Hill, ed., Walter Pater: The Renaissance – Studies in Art and Poetry; the 1893 text (University of California Press, 1980). Édition annotée de l'édition de 1893 de La Renaissance.
- Michael Levey, ed., Walter Pater: Marius the Epicurean (Harmondsworth, Penguin, 1985).
- Eugene J. Brzenk, ed., Imaginary Portraits by Walter Pater: a New Collection (Harper, N.Y., 1964). Contient 'An English Poet', qui fut publié par l'exécutrice testamentaire des sœurs Pater, May Ottley, dans la Fortnightly Review, en 1931.
- Gerald Monsman, ed., Gaston de Latour: The Revised Text (ELT Press / University of North Carolina, Greensboro, 1995). Édition qui inclut les manuscrits inachevés.
- Lawrence Evans, ed., The Letters of Walter Pater (Clarendon Press, Oxford, 1970;  (ISBN 0199535078))
- Samuel Wright, A Bibliography of the Writings of Walter H. Pater, New York, Garland, 1975.

### Traductions
- Robert André, « L’École de Giorgione », Nouvelle Revue Française, no 11 (1963), p. 1156-62. (traduction partielle de « The School of Giorgione .»).
- Hélène Bokanowski, Walter Pater: La Renaissance et l’esprit de la modernité, Paris, Corti, 1992 (traduction de la « Préface » et de la « Conclusion »).
- Emmanuel Coppinger, Marius l’Épicurien. Roman philosophique. Traduit par E. Coppinger, archiviste-paléographe, Paris, Perrin, 1922.
- Bénédicte Coste, Walter Pater. Textes esthétiques, Nîmes, Théétète, 2003.
- Bénédicte Coste, Walter Pater. Essais sur l'art et la mythologie grecs, Paris, Houdiard, 2010.
- Anne Henry, Essais sur l’art et la Renaissance, Paris, Klincksieck, 1985. (extraits de divers textes).
- Samuel Jankélévitch, Platon et le platonisme, Paris, Payot, 1923.
- Georges Khnopff, Portraits imaginaires, Paris, Mercure de France, 1899.
- Pierre Leyris, L’Enfant dans la maison, Paris, Corti, 1992. (« The Child in the House », « Emerald Uthwart », « Hippolytus Veiled » et « Apollo in Picardy »).
- Christian Molinier, Qu’est-ce que le style ? Montpellier, L’Anabase, 1993.
- Philippe Néel, Portraits imaginaires. Traduction de Philippe Néel avec une introduction de Mario Praz, Paris, Bourgois, 1985 (première édition en 1931).
- Jean-Baptiste Picy, Walter Pater. Platon et le platonisme: Conférences de 1983, Introduction, traduction et notes de J. B. Picy, Paris, Vrin, 1998.
- F. Roger-Cornaz, La Renaissance, Paris, Payot, 1917 (traduction pas toujours fiable de l’édition de 1893).
- Guillaume Villeneuve, Walter Pater. Marius l’Épicurien, Paris, Aubier, 1992.

### Biographies
- A. C. Benson, Walter Pater, London, Macmillan, English Men of Letters, 1926 (1906).
- Denis Donoghue, Walter Pater: Lover of Strange Souls; New York, Knopf, 1995.
- Edmund Gosse, 'Walter Pater: A Portrait', (September 1894), rééd. Critical Kit-Kats (1896).
- Ferris Greenslet, Walter Pater, London, Heinemann, 1904.
- Michael Levey, The Case of Walter Pater : a Biography, London, Thames & Hudson, 1978.
- Robert Seiler, Walter Pater. A Life Remembered, Calgary, University of Calgary Press, 1987.
- Thomas Wright, The Life of Walter Pater, New York, G.P. Putnam and Sons, 1907. 2 vols.